# Black Widow (1987)
Black Widow is een Amerikaanse misdaadfilm uit 1987 onder regie van Bob Rafelson.

## Verhaal
Catherine trouwt met eenzame, rijke mannen en vermoordt hen vervolgens voor de erfenis. Na iedere moord neemt ze een nieuwe identiteit aan. Alexandra werkt voor de politie. Zij ontdekt een verband tussen de verschillende sterfgevallen. Ze wil Catherine koste wat het kost voor het gerecht brengen.

## Rolverdeling
| Acteur           | Personage    |
| ---------------- | ------------ |
| Debra Winger     | Alexandra    |
| Theresa Russell  | Catherine    |
| Sami Frey        | Paul         |
| Dennis Hopper    | Ben          |
| Nicol Williamson | William      |
| Terry O'Quinn    | Bruce        |
| James Hong       | Shin         |
| Diane Ladd       | Etta         |
| D.W. Moffett     | Michael      |
| Lois Smith       | Sara         |
| Leo Rossi        | Ricci        |
| Danny Kamekona   | Rechercheur  |
| Rutanya Alda     | Irene        |
| Mary Woronow     | Shelley      |
| Wayne Heffley    | Man van Etta |